# Rogatica
Rogatica (v srbské cyrilici Рогатица) je obec v Bosně a Hercegovině, nachází se na území Republiky srbské. Rozkládá se v údolí řeky Rakitnica ve východní Bosně, přibližně mezi městy Pale a Višegrad, v nadmořské výšce okolo 500 m n. m. V její blízkosti prochází hlavní silniční tah ze Sarajeva do Srbska. V roce 2013 zde žilo 6 855 obyvatel, kteří jsou především Bosňáci a Srbové dle národnostního složení.
První písemná zmínka o obci Rogatica pochází z roku 1425 jako místo, kam směřovaly karavany z Dubrovníka; v obchodních záznamech byli uvedeni dva obchodníci s tkaninami, kteří vyváželi zboží z Dubrovníka na území dnešní Bosny, do Rogatice a Glasince. Od roku 1880 má město vlastní školu, o tři roky později zde začal působit i lékař. Rozvoj infrastruktury byl možný až po roce 1878 a Rakousko-uherské správě nad Bosnou a Hercegovinou. Vzhledem k horskému charakteru města i jejího okolí však do Rogatice nikdy nebyla zavedena železniční trať. V nedaleké obci Varošište nicméně existovalo nádraží úzkokolejné železnice.